# Valvata fossaruliformis
Valvata fossaruliformis is een uitgestorven slakkensoort uit de familie van de Valvatidae. De wetenschappelijke naam van de soort werd voor het eerst geldig gepubliceerd in 1902 door Brusina.